# Eignungstest
Eignungstests sind eine von mehreren Methoden für die Feststellung, ob und inwieweit eine Person über die notwendigen Voraussetzungen verfügt, die Eingangsanforderungen eines Bildungsweges zu erfüllen (z. B. Wechsel auf eine höhere Schule), eine Tätigkeit auszuführen (z. B. Eignung für Führungsfunktionen) oder von einer Fortbildungsmaßnahme (z. B. einem Informatikkurs) zu profitieren. Sie dienen auch dazu, Personen nach ihrer Eignung in eine Reihenfolge zu bringen („wettbewerbsorientiertes Reihungsverfahren“), um damit eine Auswahl zu ermöglichen (z. B. kapazitätsentsprechende Zulassung mittels Eignung für ein Medizinstudium).

## Testformen
Eignungstests sind anforderungsbezogen einzusetzen. Nach DIN 33430 sollten dafür zuerst die Aufgaben erfasst werden, die ein gewählter Beruf, eine angestrebte Position oder auch eine Bildungsmaßnahme stellt. Daraus sind diejenigen Merkmale einer Person abzuleiten, die notwendig sind, eine angemessene Leistung zu erbringen(z. B. ein Studium erfolgreich zu bestehen oder eine berufliche Aufgabenstellung zu bewältigen).
Eignungstests sind eine Methode, notwendige Potenziale sowie Verhaltensstile, Verhaltenspräferenzen oder Vorlieben einer Person zu erfassen, die für die angestrebte Aufgabe relevant sind. Dementsprechend gibt es verschiedene Arten von Eignungstests. Die größte allgemein nachgewiesene Wirkung haben Leistungstests, die allgemeine kognitive Leistungsfähigkeit erfassen. Für spezifische Aufgabenstellungen können auch spezielle Leistungstests (Konzentrations-, Wissens- oder Gedächtnistests) Persönlichkeitsfragebögen oder andere Instrumente, die Einstellungen oder Motive erfassen, Anwendung finden.
Eignungstests sind aus dem Anwendungszusammenhang heraus definiert als psychologische Tests, die für Einstellungsentscheidungen oder bei der Beratung zur beruflichen Orientierung herangezogen werden. Die richtige Testauswahl ist ebenso bedeutsam wie die eventuell notwendige Ergänzung durch weitere Methoden (Analyse von Dokumenten wie Bewerbungsunterlagen oder Lebensläufen, Bewerbungs-, Einstellungs- oder Eignungsgespräch/-interview, Beobachtung und Beurteilung des Verhaltens im Rahmen von Assessment-Centern).

## Einsatzmöglichkeiten
Ihr Einsatz kann in einer Beratungssituation erfolgen (eine Person möchte selbst wissen, ob eine Eignung vorliegt bzw. was zu tun ist, um bestimmte Anforderungen zu erfüllen). Häufiger ist aber der Einsatz in einer Auswahl- oder Selektionssituation, wo die Geeignetsten aus einer Menge von Bewerbern ausgewählt werden sollen (Studienzulassung mit Numerus clausus, Besetzung von Stellen mit den am besten geeigneten Bewerbern).

## Qualitätskriterien
Die Qualitätsanforderungen an eignungsdiagnostische Untersuchungen sind in der DIN-Norm DIN 33430 geregelt. In der Praxis werden jedoch noch viele nicht den wissenschaftlichen Gütekriterien entsprechende Verfahren von nicht entsprechend qualifizierten Personen angewendet. In der DIN-Norm sind die Minimalanforderungen so dargestellt, dass Auftraggeber von Eignungsdiagnostik (z. B. Unternehmen) Qualität beurteilen können. Die Anwendung dieser Norm war allerdings anfangs sehr umstritten. In den letzten Jahren kann man sagen, dass sie sich allgemeine Anerkennung verdient hat und insbesondere im öffentlichen Dienst sehr verbreitet ist.
Da Eignungstests heute insbesondere online vermehrt zum Einsatz kommen, gibt es nach einer regelrechte Flut von Hilfsliteratur und Ratgebern in den Nullerjahren, aktuell auch immer mehr Apps zur Vorbereitung auf Online Assessments. Ob und inwiefern diese Testtrainer, Ratgeber und Apps zum Erfolg einer Bewerbung beitragen ist umstritten, obschon manche Anbieter eine hohe Erfolgsquote versprechen.

## Beispiele
- Test für medizinische Studiengänge
- Eignungstest für das Medizinstudium in der Schweiz
- Sporteignungstest
- Studierfähigkeitstest